# Punctelia transtasmanica
Punctelia transtasmanica är en lavart som beskrevs av Elix & Kantvilas. Punctelia transtasmanica ingår i släktet Punctelia och familjen Parmeliaceae.   Inga underarter finns listade i Catalogue of Life.